# 千葉県立四街道高等学校
千葉県立四街道高等学校（ちばけんりつ よつかいどうこうとうがっこう、英称：Chiba Prefectural Yotsukaidō High School）は、千葉県四街道市鹿渡にある県立高等学校。通称は「四高」（よつこう）。

## 概要
校舎は公立学校では珍しい八角形の形をしている。これは現在の校舎竣工以降、アメリカなどの高校同様、ホームルームを持たず「移動教室」制度の実験校としての機能を持ったため生まれた形状である。本制度は、1991年に廃され、現在は既存の高等学校同様、ホームルーム制を敷く。学校全体の面積は千葉県内の公立高校で2番目に広い。
校章や学園祭（えのき祭）、同窓会（えのき会）などの名前の由来となった「えのき」は、四街道市の由来となる四街道十字路の近くに存在していた樹齢約380年のエノキの木を指している。なお、このエノキは2013年5月6日の強風で根元から亀裂が入り、翌日に伐採処理された。
2年次で文系または理系を選択する。3年次には、文系コース・理系コースのほかに文理コースが設置される。文理コースは看護・医療系の大学・短期大学・専門学校への進学を目指す者を対象とする。

### 校訓
自律
- 何事においても、他の援助や支配を受けず、自分自身の力で行うこと。

勤勉
- 何事においても、自分を甘やかさず、真面目に、真剣に取り組むこと。

誠実
- 常に、良心に従い、嘘、偽りなく、真心を持って生きること。

### 学校教育目標
変化の激しい現代社会を生き抜く「未来を拓く力」を持った、たくましい人材を育てる。

### 校歌
- 校歌 - 松本千代二作詞、村上正治作曲
- 応援歌『この一戦』 - 松本千代二作詞、寺内昭作曲
- 生徒会歌 - 仲田美智子作詞、辻本幸子作曲

### 制服
制服は男女共にブレザーである。女子はスカートとスラックスからどちらかを選択することができる。女子のスカート及び男女共通のネクタイ（女子は選択制）のタータンチェックは、英国王室を基調とした四街道高校オリジナルである。

## 設置学科
- 全日制課程
  - 普通科（入学定員320名、8学級）

### 過去に設置されていた課程・学科
- 全日制課程
  - 商業科 - 1979年募集停止、1981年廃止
- 定時制課程（昼間）
  - 普通科 - 1971年全日制に移行、1972年廃止

## 沿革
- 1951年（昭和26年）
  - 4月1日 - 千葉県立佐倉第二高等学校千代田分校創立。定時制（昼間）普通科1学級
  - 4月10日 - 千代田町立千代田中学校の一部を校舎として授業開始
- 1956年（昭和31年）
  - 4月1日 - 千葉県立佐倉第二高等学校四街道分校と改称
  - 12月7日 - 創立5周年記念式典
- 1961年（昭和36年）
  - 4月1日 - 千葉県立佐倉東高等学校四街道分校と改称
  - 4月17日 - 旧旭村立旭中学校校舎へ移転
  - 10月20日 - 創立10周年記念式典
- 1964年（昭和39年）
  - 4月 - 昼間定時制普通科2学級
- 1966年（昭和41年）
  - 4月1日 - 千葉県立四街道高等学校として独立。定時制（昼間）普通科3学級
  - 6月28日 - 独立に伴い校旗・校歌制定、記念式典挙行
- 1971年（昭和46年）
  - 4月1日 - 全日制に移行。普通科2学級、商業科1学級
- 1972年（昭和47年）
  - 3月31日 - 定時制課程を廃止
  - 4月 - 普通科2学級、商業科2学級
- 1973年（昭和48年）
  - 4月 - 普通科3学級、商業科2学級
- 1974年（昭和49年）
  - 4月16日 - 海上自衛隊下志津通信所跡地（現在地）に校地移転。
  - 4月 - 普通科6学級、商業科2学級
  - 9月2日 - 中央棟落成
- 1975年（昭和50年）
  - 4月7日 - 西棟落成。教科教室制による授業開始。
- 1976年（昭和51年）
  - 7月1日 - 東棟（体育館格技場）落成
  - 10月19日 - 新校舎落成記念式典
- 1979年（昭和54年）
  - 4月1日 - 商業科募集停止。普通科8学級
- 1981年（昭和56年）
  - 3月31日 - 商業科廃止
- 1989年（平成元年）
  - 9月2日 - 固定教室制による授業開始
- 1990年（平成2年）
  - 11月16日 - 創立40周年記念式典
- 1991年（平成3年）
  - 4月1日 - 制服改定　黒の詰め襟・紺のジャンパーからブレザータイプへ
- 1991年（平成3年）
  - 7月26日 - レスリング場完成
- 1992年（平成4年）
  - 2月14日 - コンピューター室設置
- 1992年（平成4年）
  - 3月20日 - 体育倉庫兼部室棟完成
- 1997年（平成9年）
  - 11月8日 - セミナーハウス完成
- 2001年（平成13年）
  - 11月9日 - 創立50周年記念式典
- 2008年（平成20年）
  - 4月1日 - 普通科7学級
- 2009年（平成21年）
  - 6月 - 普通教室の冷房装置が稼働
- 2012年（平成24年）
  - 4月1日 - 制服改定。普通科8学級
- 2013年（平成25年）
  - 3月1日 - 防災井戸設置

## 年間行事
- 4月 - 始業式、入学式
- 5月 - 校外学習、生徒総会、1学期中間考査
- 6月 - 保護者面談、創立記念日	（28日）
- 7月 - 1学期期末考査、1学期終業式
- 8月 - 第1回学校説明会
- 9月 - 2学期始業式、えのき祭（文化の部・体育の部）
- 10月 - 2学期中間考査、修学旅行
- 11月 - 生徒会役員選挙、第2回学校説明会
- 12月 - 2学期期末考査、2学期終業式
- 1月 - 3学期始業式、学年末考査（3年）、予餞会
- 2月 - 入学者選抜
- 3月 - 卒業式、学年末考査、修了式

### 校外学習
毎年5月頃に実施される。行き先は学年や年度により様々である。新型コロナウイルス感染症対策の観点から2020年は中止、2021年は全学年で千葉県内での実施となった。
- 2021年
  - 1年 - 鴨川シーワールド
  - 2年 - 東京ドイツ村
  - 3年 - マザー牧場・鴨川シーワールド
- 2020年 - 中止
- 2019年 - 浅草・上野（1年）[注釈 1]
- 2018年
  - 1年 - マザー牧場
  - 2年 - 浅草・上野
  - 3年 - 劇団四季『ライオン・キング』鑑賞
- 2017年
  - 1年 - マザー牧場
  - 2年 - 大学見学（東京都内）
  - 3年 - 浅草・上野
- 2016年
  - 1年 - マザー牧場
  - 2年 - 東京ディズニーシー
  - 3年 - 劇団四季『リトル・マーメイド』鑑賞

### 修学旅行
2年次の秋に3泊4日の日程で実施される。行き先は沖縄県または関西方面が多い。
- 2021年 - 兵庫県・大阪府・奈良県[注釈 2]
- 2020年 - 中止[注釈 3]
- 2019年 - 大阪府・兵庫県・広島県
- 2018年 - 沖縄県
- 2017年 - 京都府・大阪府・兵庫県
- 2016年 - 沖縄県

## 部活動
| - 野球部 - サッカー部 - 弓道部 - 剣道部 - ソフトテニス部 - 女子ソフトボール部 - 卓球部 - テニス部 - バスケットボール部 - バドミントン部 - 男子バレーボール部 - 女子バレーボール部 - 陸上競技部 - レスリング部 | - 演劇部 - 合唱部 - 写真部 - 書道部 - 吹奏楽部 - ダンス部 - 美術部 - 理科部（休部中） - 料理研究部 - 英語同好会 - 華道同好会 - 劇画同好会 - 茶道同好会 - JRC同好会 |

### 部活動の実績
関東大会（及びそれに準ずるもの）以上の実績を記す。
- 男子ソフトボール部[注釈 4]
  - 1975年 - 全国高等学校総合体育大会ソフトボール競技大会 準優勝
  - 1978年 - 第33回国民体育大会ソフトボール競技ベスト8
  - 1981年 - 全国高等学校総合体育大会ソフトボール競技大会 優勝
  - 1988年 - 全国高等学校ソフトボール選抜大会 ベスト8

- 写真部
  - 2014年 - 第2回ニコンTopEye高校生写真サミット 団体優秀賞
  - 2015年 - 第3回TopEye全国高校生写真サミット2015 全日本写真連盟賞・大橋愛賞・優秀賞
  - 2017年 - 第24回全国高等学校写真選手権大会 優秀賞
  - 2017年 - TopEye全国高校生写真サミット2017 読売写真大賞事務局賞・優秀賞

- 書道部
  - 2014年 - 第49回高野山競書大会高野山総長賞・南山賞
  - 2016年 - 第51回高野山競書大会 高野山総長賞
  - 2017年 - 第52回高野山競書大会 南山賞
  - 2018年 - 第53回高野山競書大会 高野山書道協会賞
  - 2019年 - 第54回高野山競書大会 高野山管長賞・審査委員長賞・高野山書道協会賞
  - 2021年 - 第55回高野山競書大会 高野山総長賞・高野山管長賞・審査委員長賞

- ダンス部
  - 2018年 - 日本ダンス大会 特別審査委員賞
  - 2021年 - 環境大臣杯全国高等学校Re-Style DANCE CUP!2020 準優勝

- 美術部
  - 2007年 - 第57回学展 最優秀学校賞・大賞

## 生徒会・委員会

### 生徒会
- 会長（1名）
- 副会長（2名）
- 書記（2名）
- 会計（2名）
- 会計監査（2名）

### 委員会
- LHR委員会
- 文化委員会
- 体育委員会
- 規律委員会
- 整美委員会
- 編集委員会
- 放送委員会
- 保健委員会
- 図書委員会
- 選挙管理委員会

## 著名な出身者
- 中原めいこ（シンガーソングライター）
- たまさぶろ（随筆家・バー評論家）
- 椎野勇太（古生物研究者、新潟大学准教授）
- 白坂卓也（レーシングドライバー）
- 露崎義邦（ミュージシャン・パスピエベース担当）

## 交通
- JR東日本総武本線四街道駅徒歩12分

## 周辺の施設
四街道市役所をはじめとする官公庁や商業施設が多く集まる四街道市中心部に位置する。
- 公益財団法人千葉県教育振興財団
- 千葉県教育庁北総教育事務所別館
- 市民ネットワークよつかいどう
- 四街道市中央公園
- 四街道市立中央小学校
- 国立病院機構下志津病院
- 千葉県立四街道特別支援学校
- イトーヨーカドー四街道店
- 千葉興業銀行四街道支店
- 千葉信用金庫四街道支店
- ヤマダデンキテックランド四街道店
- 四街道市消防本部・四街道消防署
- 博全社四街道儀式殿
- 四街道市役所
- 四街道市役所第二庁舎
- 四街道市消費生活センター
- 四街道市青少年育成センター
- 四街道市文化センター
- 四街道市立図書館
- 四街道市商工会館
- 四街道市企業庁舎
- 千葉県立四街道北高等学校
- 四街道市立四街道北中学校
- 千葉銀行四街道支店